# 宋宜山
宋宜山（1906年—1991年），湖南省湘乡县溪口人，宋希濂的三哥。中国国民党候补中央委员、第一屆立法委員（湖南省第一區）。
早年，宋宜山毕业于南京的中央党务学校，是蔣中正的学生。获國民政府公派留学英国倫敦大學。归国后，宋宜山曾任中央訓練團講師、中央政治學校教授:38。他曾在中國國民黨中央黨部工作，任中央组织部人事处长。1948年，当选第一屆立法委員（湖南省第一區）。
中华人民共和国建国后，宋宜山留居香港。1957年，蔣中正欲派人与中国共产党密谈，将在香港的許孝炎召到台北。許孝炎提出三个人选：童冠賢、陈克文、宋宜山。許孝炎回到香港后，被童冠贤拒绝。蔣中正在剩下两人中选定宋宜山。当年4月，宋宜山从香港经广州乘火车秘密抵达北京。抵京后，总理周恩来在东兴楼宴请宋宜山。随后，中共中央统战部部长李维汉作为中共代表，与宋宜山就第三次国共合作、祖国统一问题进行协商。在与李维汉的谈话中，宋宜山表示，回台湾后，他要为促成两党谈判而努力。在中共中央安排下，宋宜山探望了在囚禁于功德林战犯管理所的弟弟宋希濂。在大陆停留两个星期后，宋宜山返回香港。宋宜山撰写一份1.5万余字的书面报告，由許孝炎转呈蔣中正。宋宜山在报告中，提及与周恩来、李维汉见面商谈的情况、中共提议，以及个人见闻。最后，宋宜山认为中共意图尚属诚恳，应当响应。蔣中正看到报告后相当反感:38—40，认为宋宜山已被赤化，不必返回台湾，留居香港。此后，宋宜山与妻子和八个子女在香港生活，随妻子改信基督教。他曾在香港高等学校教授经济学。
1973年7月，抵达香港仅一个半月的章士釗逝世。宋宜山参加章士钊追悼会，后被撤销立法委员资格，或被归咎于此事。民国70年8月17日的《總統府公報》，宋宜山自六十五會期起，即未請假亦未報到，以一會期無故不出席視為辭職，註銷委員名籍。
1983年，宋宜山中風。1991年在香港逝世。